# Слободчики (Омская область)
Слобо́дчики — село в Усть-Ишимском районе Омской области. Административный центр Слободчиковского сельского поселения.

## География
Село расположено на юге Усть-Ишимского района в пределах Ишимской равнины, являющейся частью Западно-Сибирской равнины, на берегах реки Тентис и озера Большой Бурень (старица реки Ишим). Большая часть села расположена на левом берегу реки Тентис. Рельеф местности равнинный.
По автомобильной дороге расстояние до областного центра города Омск составляет 480 км, до районного центра села Усть-Ишим — 30 км.
Часовой пояс
Село Слободчики находится в часовой зоне МСК+3. Смещение применяемого времени относительно UTC составляет +6:00.

## История
Основано в 1720 году. В 1744 году в Слободчиках насчитывалось 36 жителей. К 1812 году население Слободчиков выросло до 130 человек. В Слободчиках находилось волостное правление, на речке Тентис стояла водяная мельница, мельником по имени Илларион. на реке остались столбы от мельницы. По сказаниям старцев к нему возили пшено и рожь со всего Тарского уезда. На берегу реки Тентис при СССР был рынок где торговали со всего Усть-Ишимского района.. В 1881 году в селе была построена деревянная церковь во имя святого Архистратига Михаила. Всего в приходе того времени насчитывалось 338 дворов. В 1885 году открылась школа .
В годы коллективизации образовалась два колхоза: колхоз имени Сталина и колхоз имени Молотова. В начале 1940 года колхозы объединились в один имени Жданова. В 1934—1935 учебном году в селе была организована школа крестьянской молодёжи
В поселении расстреляли Кароя Балога, остался его вековой дом который и по сей день стоит рядом с церковью Архангела Михаила. недалеко от поселения расположено болото Окунево где проходил маршрут хана Кучума, по легендам в озеро Черное хан Кучум спустил 12 обозов золота, но по сей день никто найти их не может.

## Население
| 1926 | 2010 |
| ---- | ---- |
| 728  | ↘319 |